# 东吾
东吾，烧当羌豪滇吾的儿子。羌人父子联名：滇良之子为滇吾，滇吾之子为东吾、迷吾，东吾之子为东号，迷吾之子为迷唐。他的弟弟迷吾屡次反汉，他忠于汉朝，入居塞内，谨愿自守。死后，儿子东号继立，与实力强盛的迷吾之子迷唐一起反汉。
| 前任： 滇吾 | 烧当羌首领 1世紀後期 | 繼任： 东号 |